# Bundesstraße 171
Die Bundesstraße 171 (Abkürzung: B 171) ist eine deutsche Bundesstraße in Sachsen. Sie beginnt in Wolkenstein (Erzgebirgskreis) an der B 101 und endet nach 71,5 km bei Dippoldiswalde (Landkreis Sächsische Schweiz-Osterzgebirge) an der B 170.

## Verlauf
Die Bundesstraße verläuft in südwest-nordöstlicher Richtung parallel zum Erzgebirgskamm von der Zschopau zur Roten Weißeritz. Dabei werden die süd-nördlich verlaufenden Bach- und Flusstäler mit Ab- und Anstiegen gequert.
Die Bundesstraße zweigt am Ortsausgang des Wolkensteiner Ortsteiles Gehringswalde von der B 101 ab. Ab diesem Punkt bis Marienberg ist die Straße Teil der historischen Rennstrecke des Marienberger Dreieckes. Wolkenstein wird nur am Rande auf der 1935 fertiggestellten Umfahrungsstrecke gestreift. Nach einem weiteren Anstieg wird bei der Siedlung Wolfsberg ein Hochpunkt erreicht. Danach steigt die Straße nach Marienberg ab. Die Bundesstraße durchquert die Stadt. Am Ortsausgang kreuzt die B 174 mittels einer Talbrücke die B 171.
Weiter verläuft die Bundesstraße entlang des Hüttengrundes. Ab dem Zusammenfluss des Schlettenbaches mit der Roten Pockau folgt der Verlauf der Straße einer früheren Handelsroute über dem Erzgebirgskamm, dem Böhmischen Steig, über Zöblitz bis nach Ansprung. Ab Ansprung wird ein Höhenrücken überquert, um in Olbernhau das Flöhatal zu erreichen. Entlang des Bielatales steigt die Straße über Pfaffroda und Dittmannsdorf bis Sayda wieder an, um dann über Clausnitz ins Tal der Freiberger Mulde in Rechenberg-Bienenmühle zu kommen. Hier erfolgt die Kreuzung mit den Staatsstraßen S 185 (Hermsdorf), S 208 (Naundorf) und S 211 (Olbernhau)
Die Straße verlässt das Tal ostwärts wieder ansteigend, um anschließend in das Tal des Nassauer Dorfbaches zu gelangen. Das Waldhufendorf Nassau wird durchquert und auf einer nördlich wieder ansteigenden Straße umfahren. Nach der Durchquerung des Gimmlitztales wird die Höhe bei Frauenstein erreicht. Hier kreuzt die Bundesstraße die von Freiberg nach Moldau führende Staatsstraße S 184. Anschließend wird dann Reichenau durchquert. Im weiteren Verlauf bis Hennersdorf (64 km) wird der Oberlauf der Talsperre Lehnmühle mit der Wilden Weißeritz überbrückt. Durch den Bau der Talsperre von 1927 bis 1931 wurde die Straßenführung geändert: Die Trasse, die einst durch den nun im Stauraum gelegenen Ort Steinbrückmühle verlief, wurde um das südliche Ende der Talsperre geführt. Von Hennersdorf wird dann Sadisdorf erreicht. Dem Bachlauf des Ochsenbaches folgend, erreicht die Bundesstraße in Unternaundorf das Tal der Roten Weißeritz sowie die B 170 (Dresden-Zinnwald).
Es verlaufen keine Europastraßen über die B 171 und sie wird nicht von einer Bundesautobahn gekreuzt. Die B 171 ist Teil der deutschen Alleenstraße und zwischen Sayda und Wolkenstein auch Teil der Silberstraße.

## Geschichte
Der Verlauf wurde Anfang der 1960er zur Fernverkehrsstraße gewidmet. Die bisherige Reichsstraße 171 (heutige Staatsstraße S 178) zwischen Heidenau und Altenberg durch das Müglitztal war zu diesem Zeitpunkt schon herabgestuft worden.
Mit der Wiedervereinigung 1990 wurde die Fernverkehrsstraße zur Bundesstraße. Bis zum 10. Dezember 1998 begann die Bundesstraße im Ortsteil Schönbrunn und überquerte auf der 1770 errichteten Bogenbrücke die Zschopau. Danach wurde über Serpentinen die Ortslage von Wolkenstein erreicht und durchquert.